# Мурский, Александр Александрович
Александр Александрович Мурский (нем. Alexander Alexandrowitsch Murski; 1869—1943) — немецкий актёр и режиссёр русского происхождения.
Родился 1 ноября (по другим данным 1 сентября) 1869 года в Санкт-Петербурге. В 1901—1903 годах играл в московском Малом театре.
После Октябрьской революции находился в эмиграции в Германии, жил в Берлине. В феврале 1922 года приезжал на гастроли в Париж, играл в комедии Ф. Мольнара «Черт», выступил в Обществе русских артистов, участвовал в вечере Дон-Аминадо. В 1929 году в Ницце Мурский снялся в фильме А. А. Волкова «Белый дьявол».
В 1939 году, после приход к власти в Германии национал-социалистов, он бежал во Францию, жил в Париже. Был избран товарищем председателя Союза русских театральных и кинематографических деятелей (1939), был членом правления Харьковского землячества (1939). В Русском театре поставил пьесу А. Н. Островского «Волки и овцы». Участвовал в вечерах М. А. Крыжановской, А. И. Долинова, Одесского и Харьковского землячеств.
4 марта 1939 года и 23 марта 1940 года в зале Русской консерватории в Париже Александр Александрович провел свои творческие вечера.
Умер в апреле 1943 года в Тулузе.
- 1919 — Красная звезда (короткометражный)

#### На немецком языке
| - 1923 — Im Schatten der Moschee - 1923 — Zaida, die Tragödie eines Modells - 1924 — Michael - 1924 — Komödie des Herzens - 1924 — Zwei Kinder - 1925 — Die Insel der Träume - 1925 — Die Prinzessin und der Geiger - 1925 — Die freudlose Gasse - 1925 — Die gefundene Braut - 1925 — Das Fräulein vom Amt - 1925 — Liebe macht blind - 1926 — Sein größter Fall - 1926 — Staatsanwalt Jordan - 1926 — Dagfin - 1926 — Ein Mordsmädel - 1927 — Die glühende Gasse - 1927 — Die Geliebte des Gouverneurs - 1927 — Mata Hari - 1927 — Pique Dame - 1927 — Die heilige Lüge - 1927 — Heimweh - 1927 — Die berühmte Frau - 1927 — Luther — Ein Film der deutschen Reformation | - 1927 — Manege - 1928 — Die geheime Macht - 1928 — Zwei rote Rosen - 1928 — Eva in Seide - 1928 — Rasputins Liebesabenteuer - 1928 — Die Republik der Backfische - 1928 — Der Mann mit dem Laubfrosch - 1929 — Fräulein Else - 1929 — Flucht in die Fremdenlegion - 1929 — Der Hund von Baskerville (Чарльз Баскервиль) - 1929 — Der Leutnant ihrer Majestät - 1929 — Der Günstling von Schönbrunn - 1929 — Spielereien einer Kaiserin - 1929 — Белый дьявол - 1930 — Cyankali - 1930 — Die Jagd nach dem Glück - 1930 — Das Flötenkonzert von Sans-souci - 1930 — Der Fall des Generalstabs-Oberst Redl - 1931 — Jeder fragt nach Erika - 1931 — Im Geheimdienst - 1931 — Der ungetreue Eckehart - 1932 — Rasputin - 1932 — Tausend für eine Nacht |